# Frank Henry
Frank Henry, američani jahač in častnik, * 15. december 1909, † 25. avgust 1989.
Henry je bil jahač na poletnih olimpijskih igrah 1948.